# Una Noche En El Teatro Real (Acústico)
Una Noche En El Teatro Real é um álbum acústico do cantor e compositor espanhol David Bisbal. Foi lançado no dia 13 de dezembro de 2011. Com a sua turnê acústica, David se apresentou em mais de 15 países, esteve a frente de mais de 300 mil pessoas ao redor de todo o mundo e recebeu certificações de ouro no México, e dominou as paradas musicais da Espanha, EUA, e também do México.

## Antecedentes
Em 2011, David Bisbal comemorou seu aniversário de dez anos de carreira com sua primeira turnê acústica. Um projeot mutio especial que foi superando todas as expectativas para acabar dando a volta ao mundo em mais de 15 países, e a frente de mais de 300 mil pessoas aos redor do mundo. O álbum Una Noche En El Teatro Real, lançado no dia 05 de dezembro de 2011 no iTunes, e logo depois 13 de dezembro do mesmo ano em formato físico, ficou em primeiro lugar na Espanha e Estados Unidos. Também dominou as paradas nos países da América Latina, recebendo certificação de disco de platina tripla no mercado espanhol. Recebeu também certificação de ouro no México, e ficou em primeiro lugar nas paradas musicais da Espanha e EUA. Durante dois anos, o artista espanhol viajou por teatros e auditórios mais importantes da Espanha, América do Norte, América Latina, e nas principais capitais européias. Um total de 128 apresentações em lugares distintos como Royal Albert Hall de Londres, Carnegie Hall de Nova York e o Luna Park de Buenos Aires. Só nos EUA e Canadá, a turnê passou por Washington, Boston, Toronto, Montreal, Chicago, Houston, Los Angeles, Las Vegas, San Francisco, Orlando e Miami, onde esteve a frente de mais de 25 mil espectadores na América do Norte.

## Faixas
- Todas as faixas deste álbum são acústicas

| Edição padrão |                         |                |         |  |
| N.º           | Título                  | Compositor(es) | Duração |  |
| 1.            | "Almería, Tierra Noble" |                | 3:50    |  |
| 2.            | "El Ruido"              |                | 4:21    |  |
| 3.            | "Lloraré Las Penas"     |                | 4:44    |  |
| 4.            | "Esta Ausencia"         |                | 5:52    |  |
| 5.            | "En Un Rincón Del Alma" |                | 3:45    |  |
| 6.            | "Doy La Vída"           |                | 4:02    |  |
| 7.            | "Sombra y Luz"          |                | 3:17    |  |
| 8.            | "Besos de Tu Boca"      |                | 3:51    |  |
| 9.            | "Ave María"             |                | 4:02    |  |
| 10.           | "Adoro"                 |                | 4:34    |  |
| 11.           | "Lucía"                 |                | 4:37    |  |
| 12.           | "Dígale"                |                | 5:39    |  |
| 13.           | "Sin Mirar Atrás"       |                | 3:41    |  |
| 14.           | "Y Si Fuera Ella"       |                | 4:04    |  |
| 15.           | "Mi Princesa"           |                | 4:43    |  |
| 16.           | "Esclavo de Sus Besos"  |                | 6:02    |  |

## Certificações
| País                 | Certificação | Vendas  |
| -------------------- | ------------ | ------- |
| México - AMPF        | Ouro         | 20.000+ |
| Espanha - PROMUSICAE | 3× Platina   | 75.000+ |

### Paradas Musicais
| Tabela musical (2011) | Melhor posição |
| --------------------- | -------------- |
| Estados Unidos        | 1              |
| México                | 1              |
| Espanha               | 1              |